# فیتال فریم: میدن آو بلک واتر
فیتال فریم: میدن آو بلک واتر (به ژاپنی: 零 〜濡鴉ノ巫女〜 Zero: Nuregarasu no Miko) که در اروپا با عنوان پراجکت زیرو: میدن آو بلک واتر شناخته می‌شود، یک بازی ویدئویی در سبک ترس و بقا است که توسط کویی تکمو توسعه یافته و به‌وسیلهٔ نینتندو در ابتدا برای کنسول وی یو منتشر شده است. این بازی پنجمین قسمت از مجموعه بازی‌های فیتال فریم به‌شمار می‌رود که برای اولین بار در ۲۷ سپتامبر ۲۰۱۴ در ژاپن عرضه شد و در اکتبر سال ۲۰۱۵ در بقیه مناطق منتشر شده است. خبر انتشار نسخهٔ ارتقاء یافته این بازی برای کنسول‌های نسل هشتم، نهم و مایکروسافت ویندوز در سال ۲۰۲۱، توسط کویی تکمو اعلام شد. همانند نسخه‌های پیشین این سری بازی، بازیکن در مناطقی که پر از ارواح است به کاوش می‌پردازد و تنها با عکس گرفتن توسط دوربین تاریکخانه‌ای (که مستقیماً با استفاده از دسته بازی وی یو هدایت می‌شود) قادر است با آن‌ها به مقابله بپردازد. داستان بازی که در کوه جنگلی خیالی هیکامی (جنگل خودکشی یا آئوکیگاهارا) اتفاق می‌افتد، از سه داستان به هم پیوستن تشکیل شده است که به کشف حقیقت در پشت یک سری از مرگ‌ها در داخل جنگلی که سابقه خودکشی در آن بسیار است، می‌پردازد.